# 우츠카야만

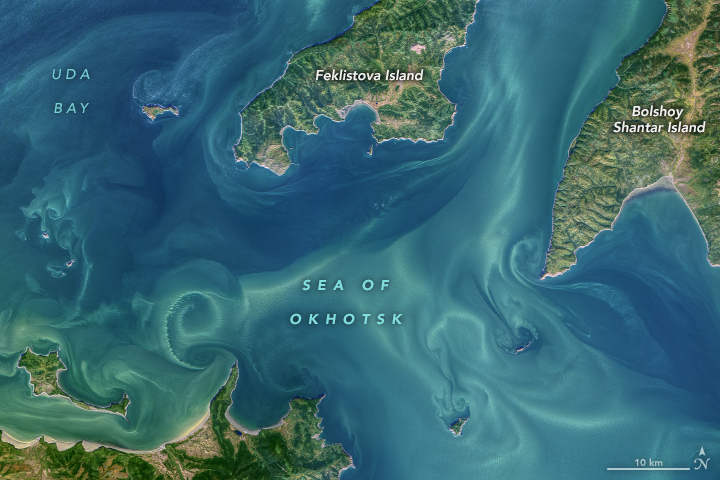

우츠카야만(러시아어: У́дская губа́)은 하바롭스크 지방에 접해 있는 만으로 오호츠크해의 연해이다.
수심은 36m이고 우다강이 이곳으로 향한다.
웃스카야만에는 샨타르스키예 제도가 위치해 있다. 10월~6월까지는 동결해 있다.
추미칸이 이곳의 유일한 항구이다.